# Запис Милошевића крушка (Урсуле)
Запис Милошевића крушка (Урсуле) се налази на парцели чији је власник Милошевић Живомир.

## Локација
| Општина             | Рековац                                                         |
| Катастарска општина | Урсуле                                                          |
| Потес               | Јасик                                                           |
| Координате          | 43° 52′ 32″ С; 21° 07′ 41″ И / 43.875599999999999° С; 21.128° И |
| Надморска висина    | 233m                                                            |

## Карактеристике
Дендрометријске вредности утврђене на терену и сателитским снимцима:
| Стабло                     | Крушка |
| Висина стабла              | m      |
| Обим дебла                 | m      |
| Пречник крошње             | 9m     |
| Пречник дебла              | m      |
| Висина дебла до прве гране | m      |

## База записа
Запис је у оквиру Викимедија пројекта "Запис - Свето дрво" заведен под редним бројем 0732.